# Villanueva del Rosario
Villanueva del Rosario er en by og kommune i det sydlige Spanien i provinsen Málaga. Den har et indbyggertal på 3.401 (2024) indbyggere.